# إشارات ضوئية للطيران

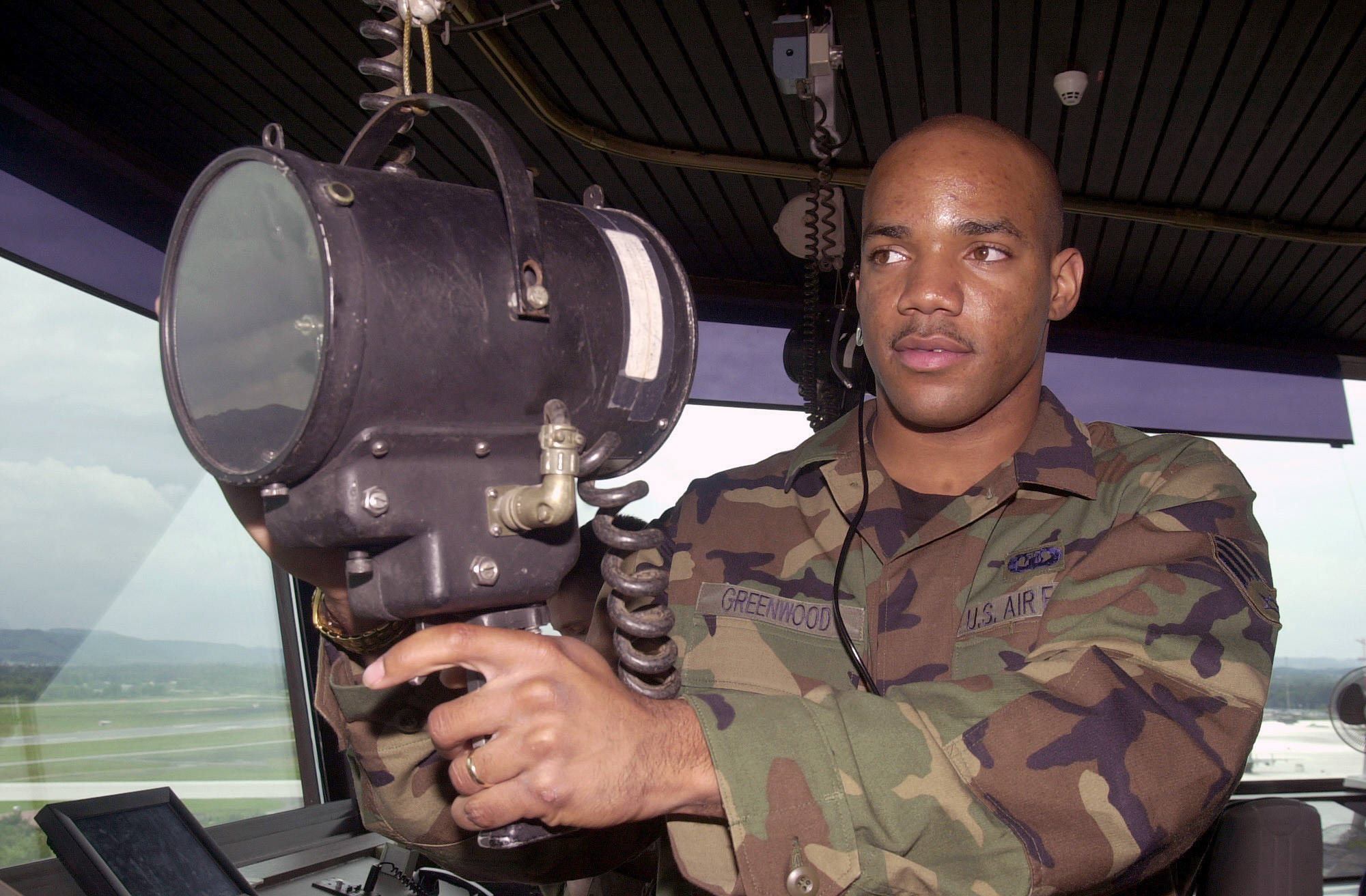
فرد من سلاح الجو الأمريكي مزود بمدفع ضوئي للإشارة يمكن استخدامه للتحكم في الطائرات التي تعاني من عطل لاسلكي.

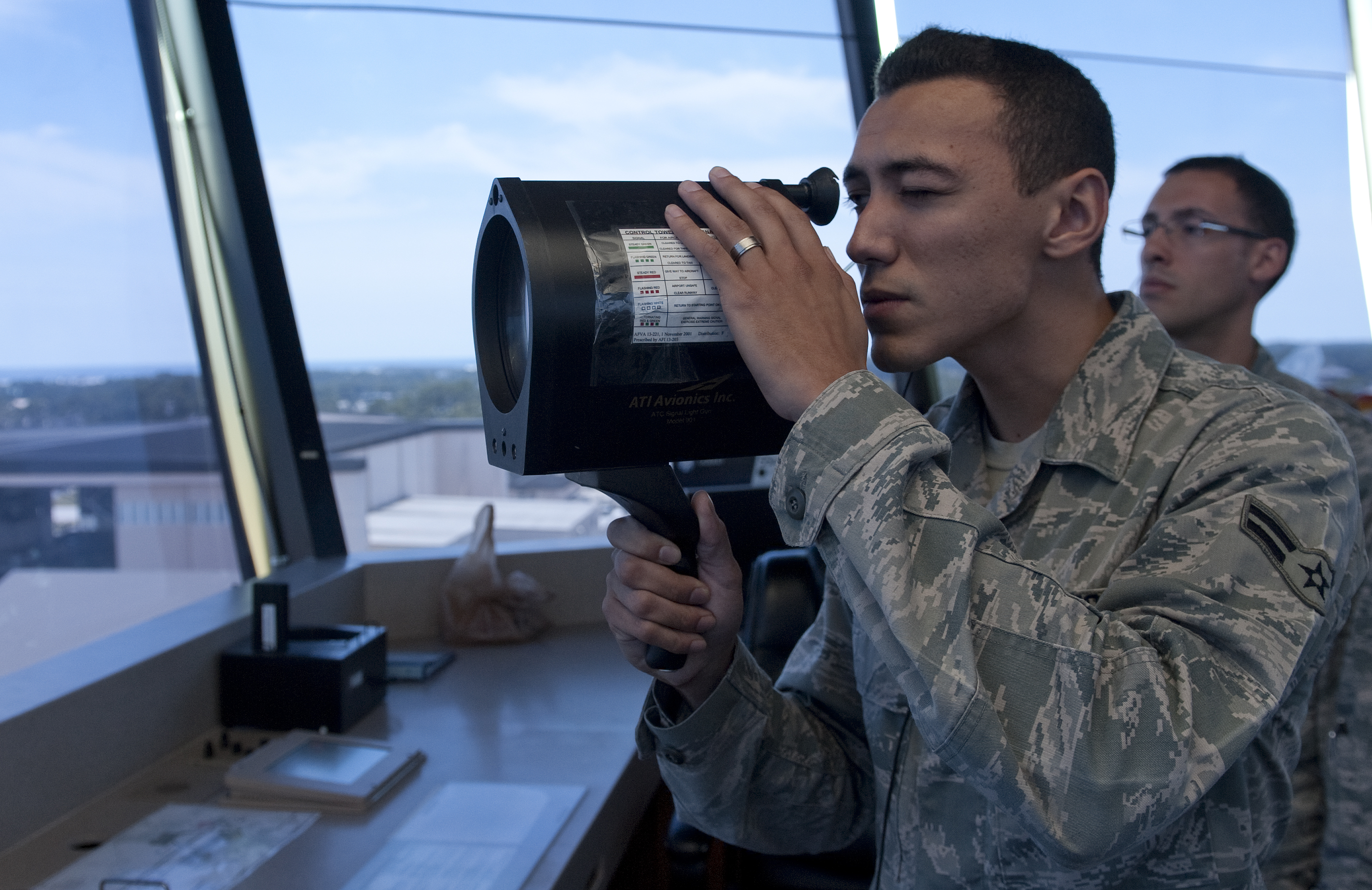
بندقية إشارة مراقبة الحركة الجوية الخفيفة المستخدمة في برج الطيران الأساسي

إشارات ضوئية للطيران، في حالة حدوث عطل لاسلكي أو عدم تجهيز طائرة بجهاز راديو، أو في حالة وجود طيار أصم، قد تستخدم مراقبة الحركة الجوية مصباح إشارة (يُطلق عليه «بندقية الإشارة» أو «بندقية خفيفة» بواسطة إدارة الطيران الفيدرالية ) لتوجيه الطائرات. تتطلب لوائح منظمة الطيران المدني الدولي من أبراج مراقبة الحركة الجوية لامتلاك مصابيح إشارات ضوئية للطيران. يحتوي مصباح الإشارة على شعاع ساطع مركّز وقادر على بث ثلاثة ألوان مختلفة: الأحمر والأبيض والأخضر. قد تكون هذه الألوان تومض أو ثابتة، ولها معاني مختلفة للطائرات أثناء الطيران أو على الأرض. يمكن للطائرات التعرف على التعليمات عن طريق هز أجنحتها، أو تحريك الجنيحات إذا كانت على الأرض، أو عن طريق وميض أضواء الهبوط أو الملاحة خلال ساعات الظلام. عادةً ما يتم تحديد البنادق الضوئية للإشارة الخاصة بالتحكم في الحركة الجوية باستخدام شعاع مركز (أبيض) سطوع> 180.000 - 200000 شمعة، وتكون مرئية لما يقرب من 4 أميال في ظروف ضوء النهار الصافي. يصف الجدول أدناه معنى الإشارات. يعود استخدام مجموعة مصابيح الإشارة الحمراء / الخضراء / البيضاء المحمولة باليد لمراقبة الحركة الجوية إلى ثلاثينيات القرن الماضي على الأقل.
| الإشارة                 | طائرة في الرحلة | الطائرات على الأرض                                          | المركبات الأرضية أو الأفراد        |
| ----------------------- | --- | ----------------------------------------------------------- | ---------------------------------- |
| وميض أبيض               | منظمة الطيران المدني الدولي - الهبوط في هذا المطار والتوجه إلى ساحة الانتظار (هذا ليس تصريحًا للهبوط أو السير على أرضية المطار (تاكسي). يجب اتباع تعليمات تصاريح الهبوط أو السير على أرضية المطار.) FAA - لا ينطبق | العودة إلى نقطة الانطلاق في المطار                          | العودة إلى نقطة الانطلاق في المطار |
| ثابت الأخضر             | جاهز للهبوط | تم الإخلاء للإقلاع                                          | مسح للعبور، المضي قدما أو الذهاب   |
| وامض باللون الأخضر      | العودة للهبوط | مرخص السير على أرضية المطار (تاكسي)                         | لا ينطبق                           |
| أحمر ثابت               | أفسح المجال للطائرات الأخرى واستمر في الدوران | قف                                                          | قف                                 |
| يومض باللون الأحمر      | المطار غير آمن، لا تهبط | السير على أرضية المطار (تاكسي) خالي من المدرج قيد الاستخدام | مسح الممر / المدرج                 |
| بالتناوب الأحمر والأخضر | توخي الحذر الشديد | توخي الحذر الشديد                                           | توخي الحذر الشديد                  |